# منکب (یمن)
 منکب  به عربی ( المَنکَب  )، روستایی است در عزلهٔ (بنی العوام)، در ۸ کیلومتری جنوب (الحجه) از توابع استان حَجّه در کشور یمن در شبه جزیره عربستان.

## جمعیت
جمعیت آن (۲۴۳) نفر (۷ خانوار) می‌باشد.